# Socha svatého Floriána (Martinov)
Socha svatého Floriána se nachází v exteriéru v místní části Martinov statutárního města Ostrava v Moravskoslezském kraji.

## Popis a historie díla
Pískovcová skulptura svatého Floriána je českým barokním dílem sochaře Antonína Weissmanna z roku 1764. Socha, která je umístěna na kvádrovém soklu, představuje stojícího světce v tradičním ikonografickém pojetí. Zobrazen je jako římský voják s korouhví v levé ruce a s vědrem v pravé ruce vylévající vodu na oheň. Od roku 2002 je památkově chráněná. Nachází se za plotem u křižovatky ulic Martinovská a Na Pastvisko. Z důvodů ochrany je socha zastřešena.

## Galerie

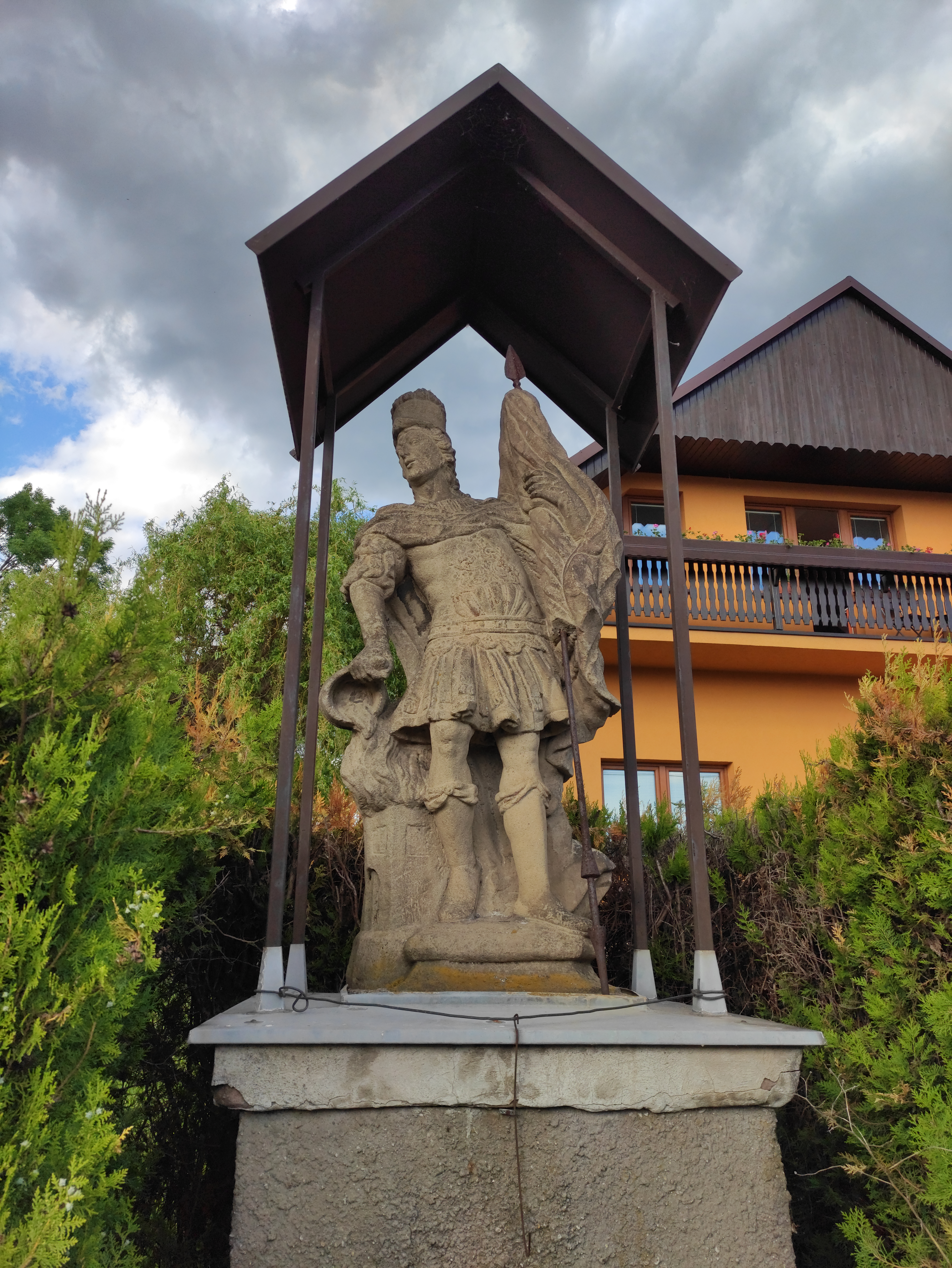